# Banco de Fairhope
El Banco de Fairhope es un edificio histórico ubicado en el 396 de la Avenida Fairhope en Fairhope, Alabama. Fue construido en 1927 e incluido en el Registro Nacional de Lugares Históricos el 1 de julio de 1988.

## Descripción
También se le conoce como Edificio de Registro de Prensa. Fue diseñado por el arquitecto de Mobile, William March en estilo neoclásico. Fue construido con teja hueca de arcilla suministrada por Clay Products Company, una firma local.